# Villa Möller

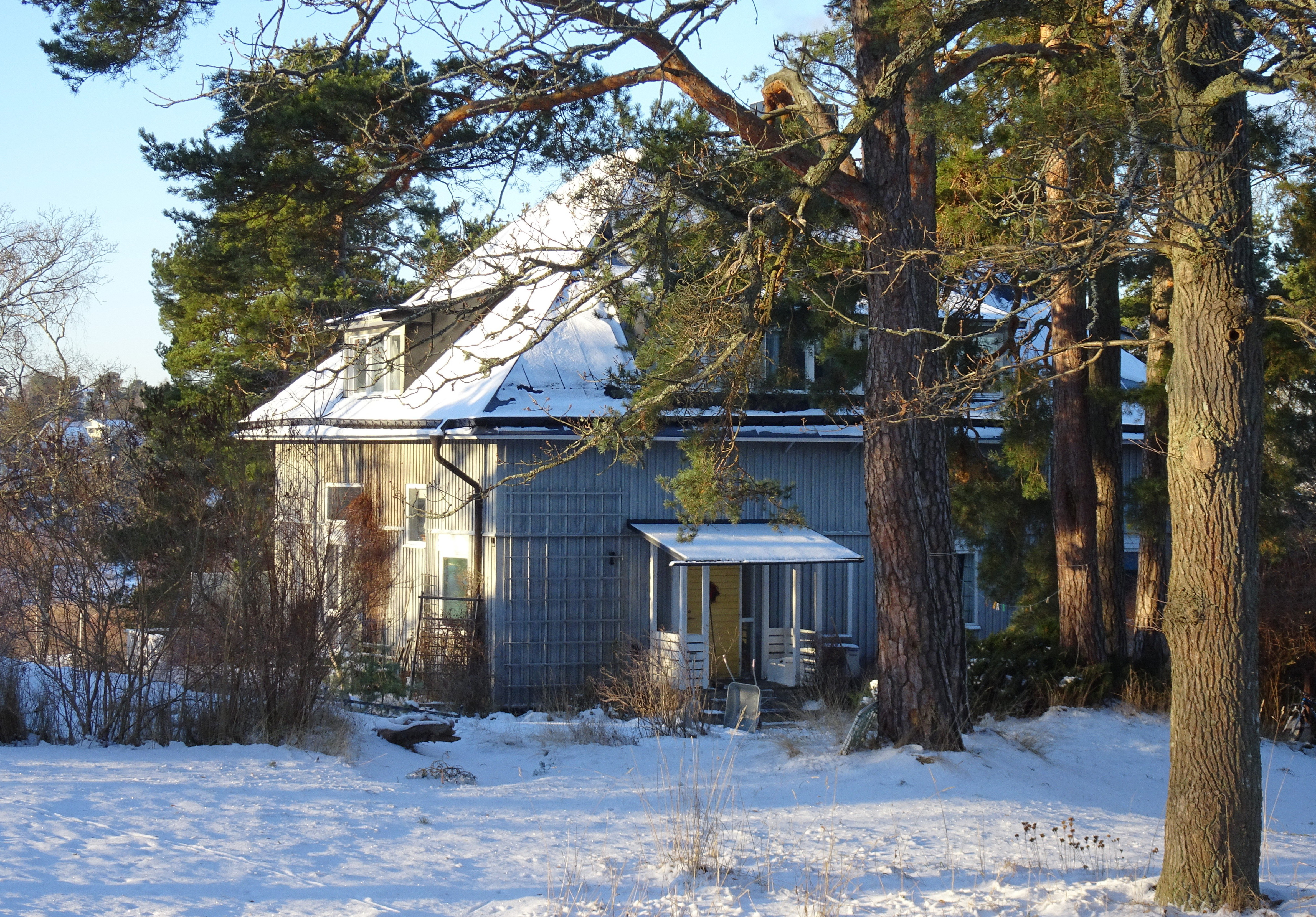
Villan i januari 2016.

Villa Möller (ursprungligen kallad Stugan) är en villa belägen vid nuvarande Carl Westmans väg 17 och Ringvägen 25 i Saltsjöbaden, Nacka kommun. Villan ritades 1897 av arkitekt Ernst Stenhammar för läkaren Magnus Möller. Med huset introducerade Stenhammar en ny typ av saltsjöbadsvilla inspirerad av svensk byggnadstradition och med mindre anspråksfull form. Villan har sedan dess byggts om ett flertal gånger och har idag ett kraftigt förändrat utseende.

## Bakgrund
Gällande den tidiga villabebyggelsen i Saltsjöbaden skedde kring 1900 en förändring i arkitekturen. Efter pråliga sommarvillor i schweizerstil, nationalromantik och american stick style med pittoreska detaljer började en ny trend göra sig gällande. Den nya, enklare ”svenska villan” företräddes av Carl Westman som mellan 1902 och 1905 i Saltsjöbaden ritade flera faluröda hus inspirerade av svenskt allmoge, bland dem Pressens villa, Fotografens villa och Tammska villan, den senare vid Ringvägen 37. Ernst Stenhammar gick med närbelägna Villa Möller (Ringvägen 25) i samma riktning men låg några år tidigare än Westberg.

## Beskrivning
| Villa Möller, fasad mot sydväst och bottenplan. |  | Villa Möller, fasad mot sydväst och bottenplan. |
| Villa Möller, fasad mot sydväst och bottenplan. |  |                                                 |

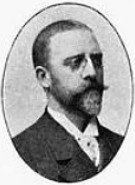
Byggherren Möller.

Villan placerades på en stor hörntomt mellan Ringvägen och dåvarande Bergsvägen, där Ringvägen gör en kraftig sväng mot öster. Huset hade karaktären av en större stuga och är uppförd i 1½ våning under ett högt, tältformat tak med inredd vind. Byggnaden saknar källare. Grundplanen är kvadratisk på knappt 12 x 12 meter. Fasaderna kläddes med rödmålade, liggande och överlappande bräder, så kallad panel på förvandring (idag ändrat till stående locklistpanel i grå kulör). Fönsterplaceringen utfördes symmetriskt och fönsterformatet lågt och bred med småspröjsade rutor. Vissa drag från de äldre saltsjöbadsvillorna fanns fortfarande kvar, exempelvis att taket fortsatte i rak linje över verandan och att verandan hade svarvade stolpar. 
Planlösningen visar dock en ny uppfattning. "Storstugan", villans vardagsrum och husets största rum, upptar knappt 50 m² av bottenvåningens totala yta och placerades i sydvästra hörnet med utsikt över Neglingeviken. På det viset kan dagsljuset tränga ända in i huskroppens mitt. Rummets diagonalställda spis med spisvrå hamnade i husets centrum. Diagonalt, mittemot ligger dörren till verandan med trappa ner till trädgården. Entrén anordnades vid husets nordvästra hörn. Eftersom man når huset numera från Carl Westmans väg och inte som tidigare från Ringvägen är detta ändrat. 
På samma plan märks ett rökrum för herren, kök med skafferier och serveringsrum samt jungfruns rum. Från serveringsrummet ledde en intern spiraltrappa till våningen ovanför. Huvudtrappan till övre våningsplanet börjar direkt i storstugans ena hörn. På vindsvåningen ligger sovrumsavdelningen som får sitt dagsljus genom takkupor. Hela huskroppen utformades kompakt och sammanhållen. Med tanke på året runt-boende blev då huset billigare att värma upp. 
Byggherren läkaren Magnus Möller blev tillförordnad överläkare vid Sankt Görans sjukhus när huset byggdes och bodde kvar i Stugan fram till sin död i februari 1912. Villan ombyggdes sedermera ett flertal gånger, i början av 1940-talet genom arkitekt Åke Porne. På 1950-talet flyttade arkitekten Nils Arne Rosén och Sonna Rosén med familj in i Stugan. Han lät efter egna ritningar genomföra en genomgripande ombyggnad varvid villan fick sitt nuvarande, starkt förändrade utseende både exteriört som interiört. Efter hans död 1998 övertogs huset av dottern Lena Beata med familj som 2016 fortfarande bor här.

## Bilder

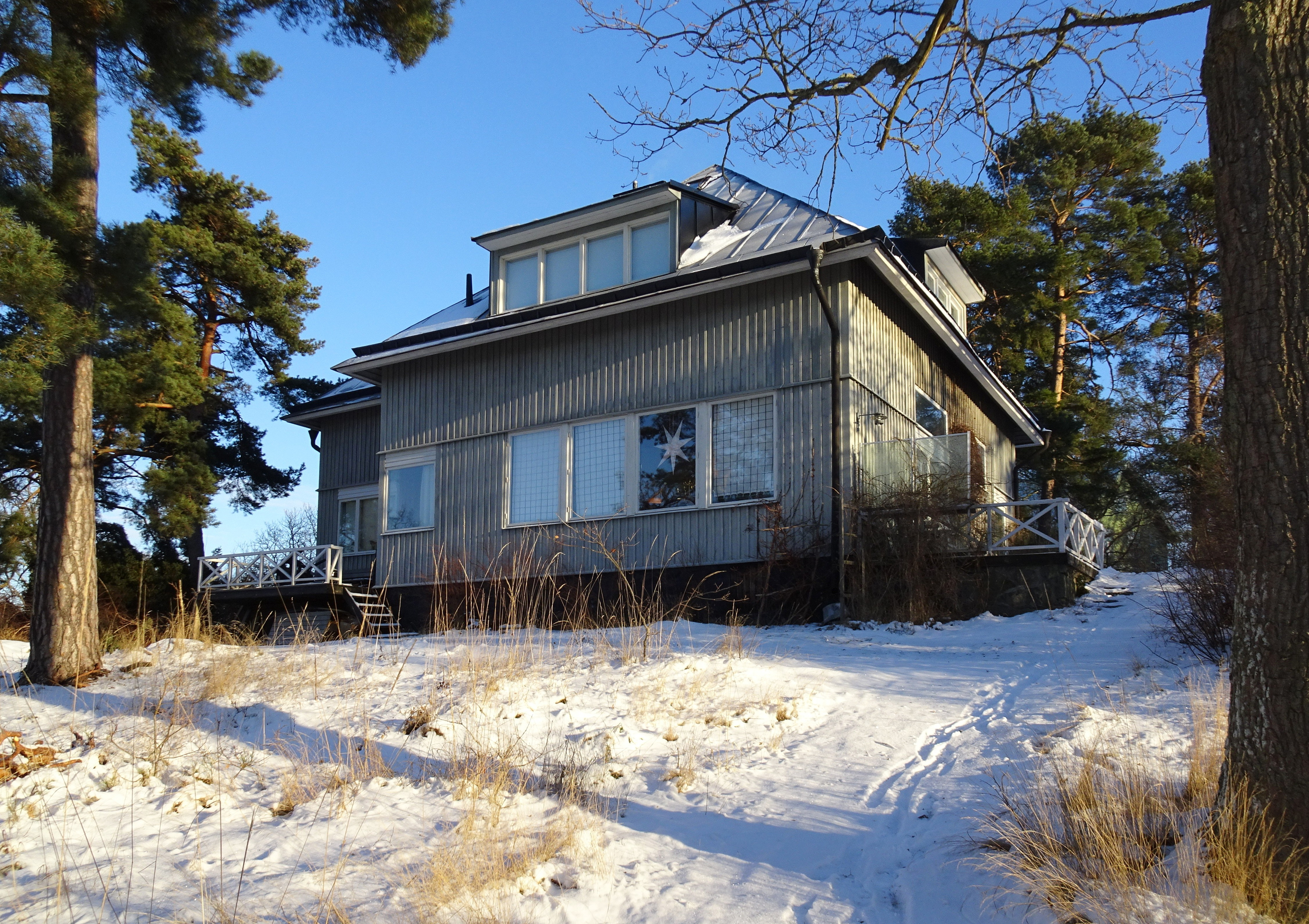
Fasad mot nordväst
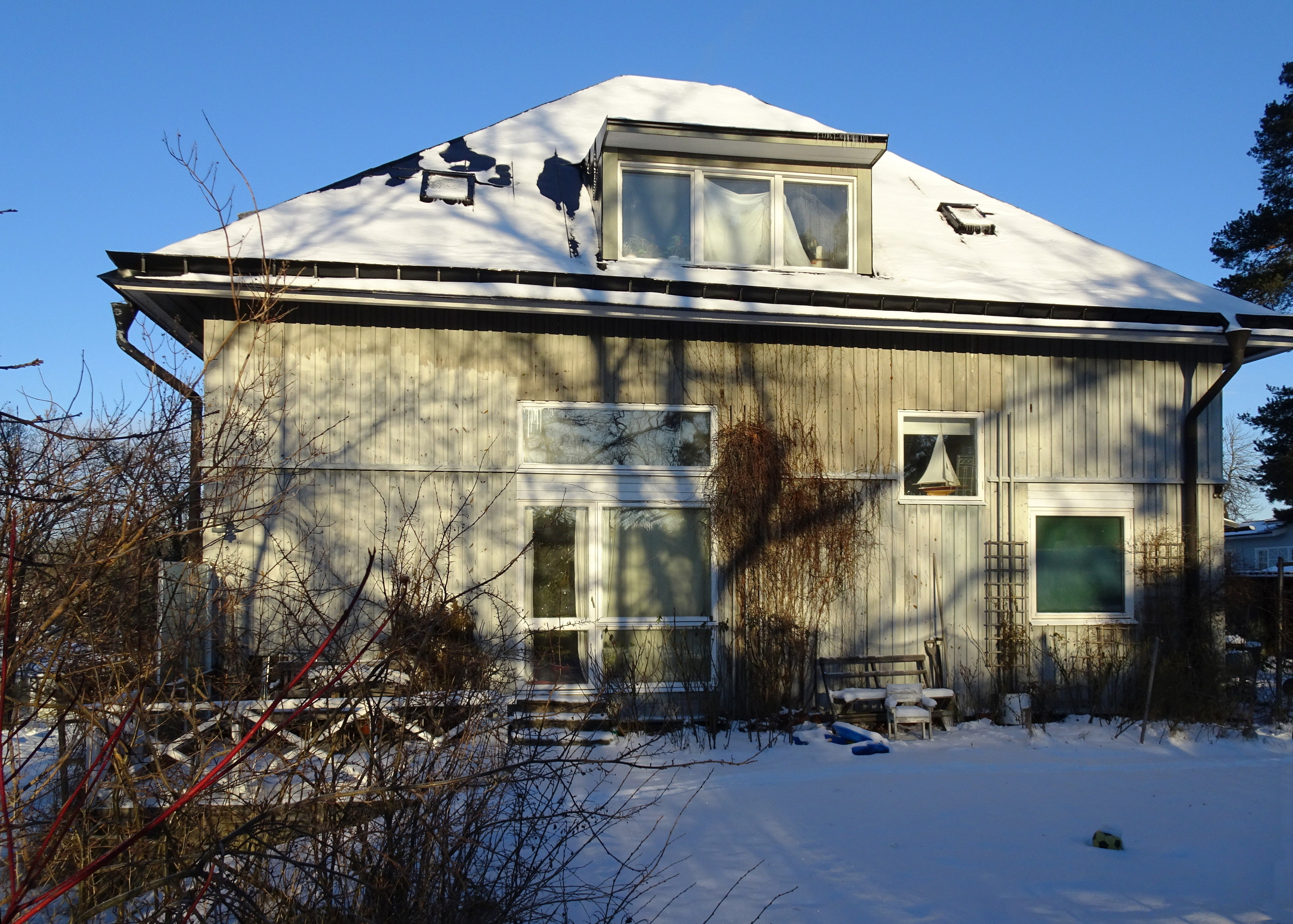
Fasad mot sydväst
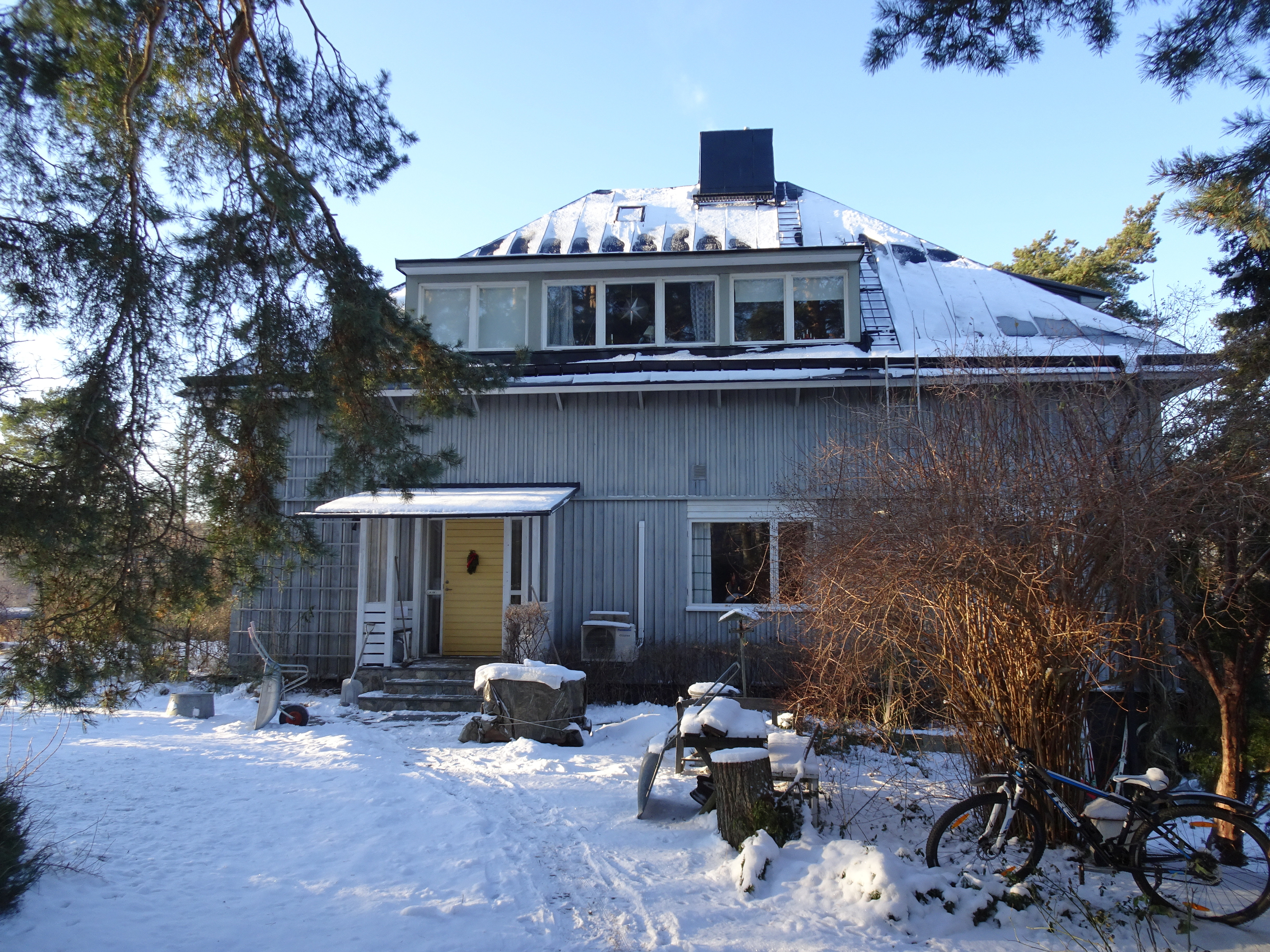
Fasad mot sydost
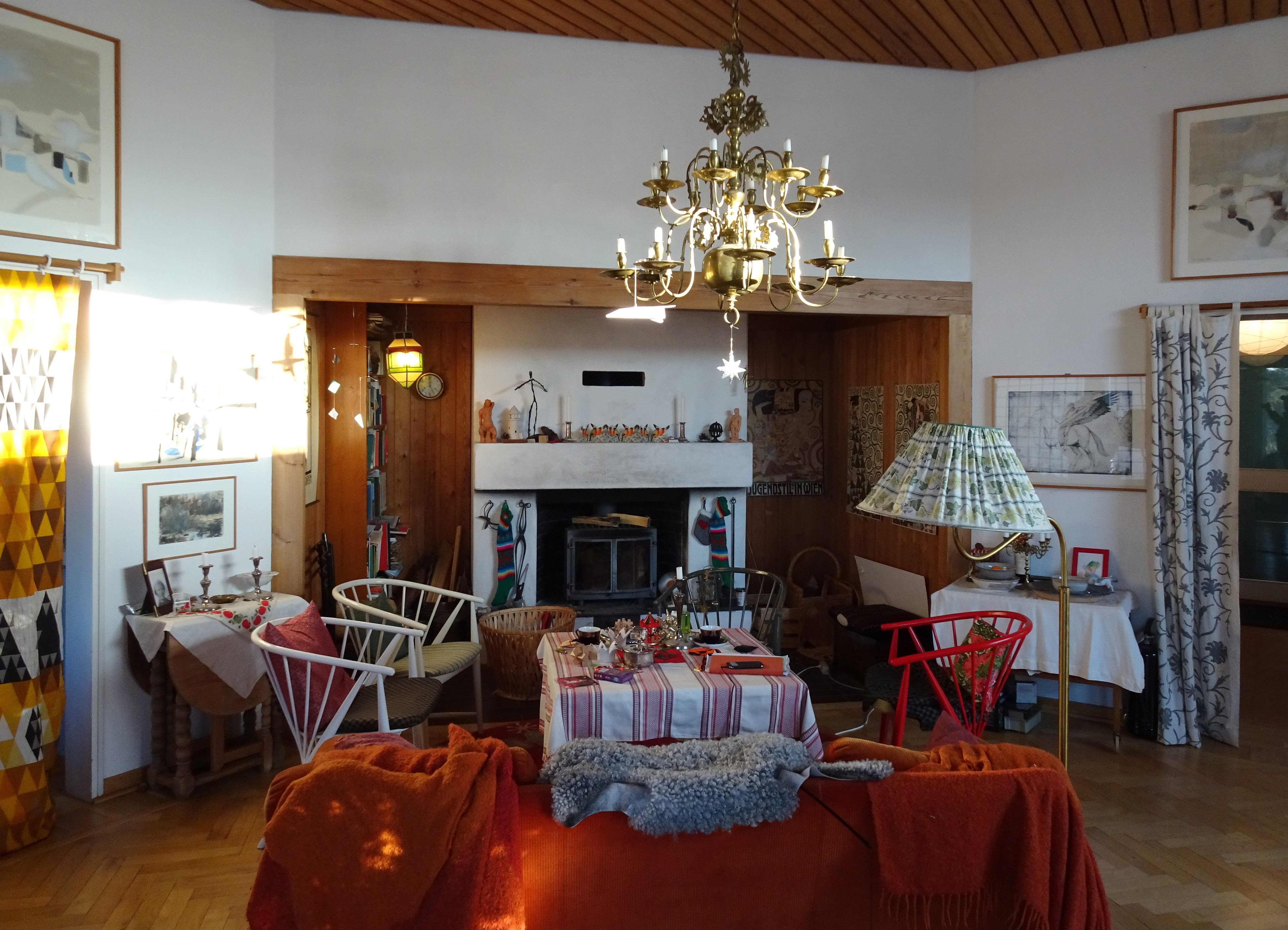
Spisvrån
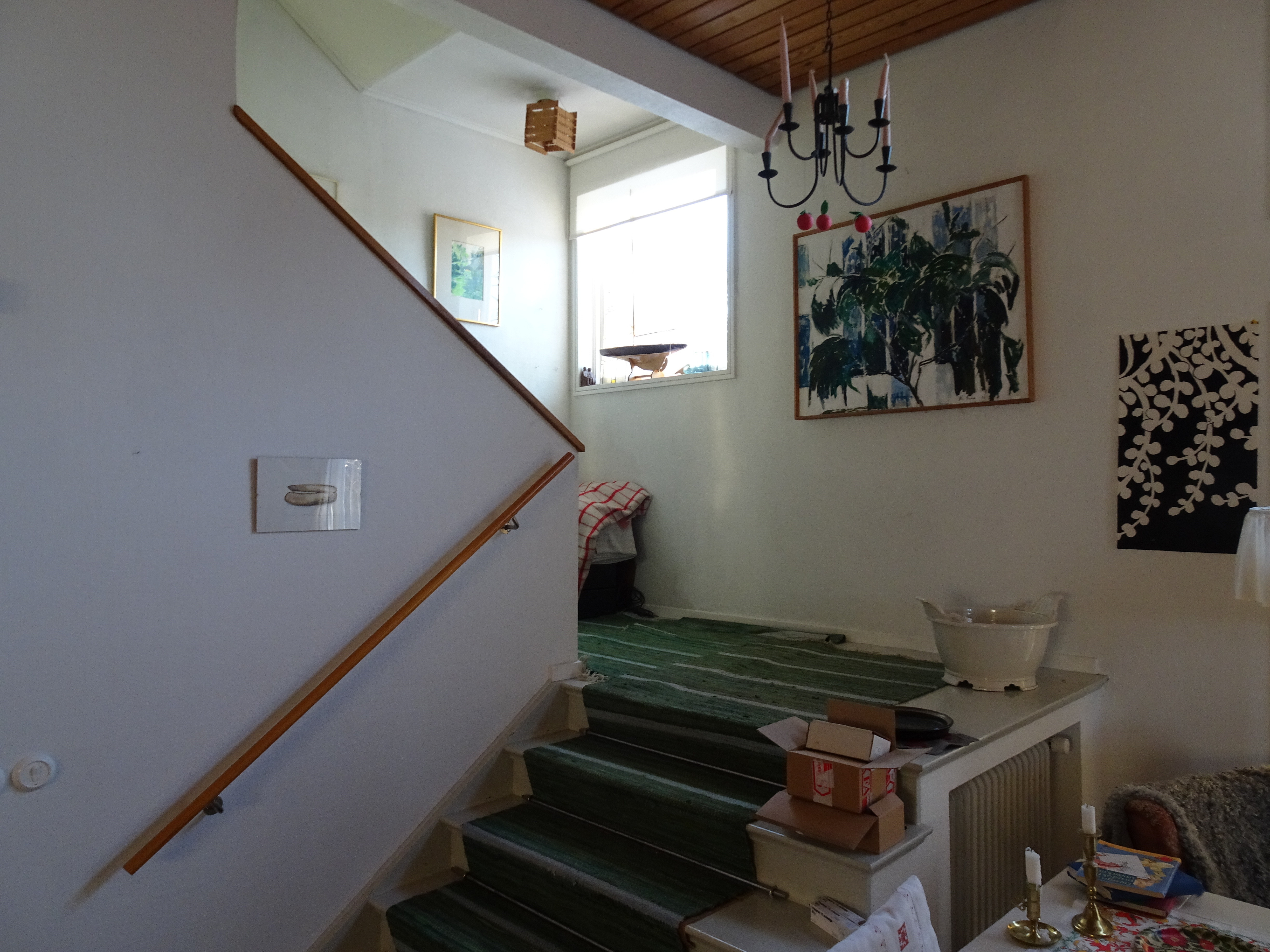
Trappa till övre våningen